# سانتياغو ماتاموروس

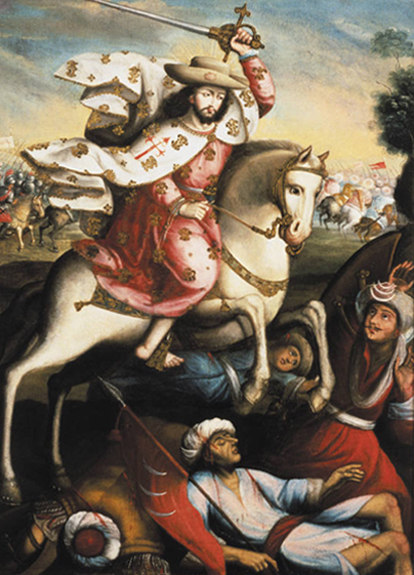
رسم لفنان مجهول من القرن الثامن عشر الميلادي يمثل القديس سانتياغو وهو يقتل المورو.

سانتياغو ماتاموروس (بالإسبانية: Santiago Matamoros، وتعني: القديس يعقوب قاتل المورو)، في الأعمال الفنية الدينية لإسبانية، هو أي عمل فني (تصوير أو نحت أو غيره) يمثل الحواري يعقوب بن زبدي وهو يقاتل إلى جانب المسيحيين ضد مسلمي الأندلس في معركة كلافيخو الأسطورية، التي تختلط في بعض جوانبها مع معركة حقيقية هي معركة البيضاء الثانية (معركة مونت لاتورثي) التي وقعت سنة 859 م. ووفقاً للمؤرخ جان ميتشل-لانهام «في حين أن هذا الحدث يستند إلى أسطورة، فإن المعركة المزعومة قدمت واحدة من أقوى الرموز الأيديولوجية في الهوية الوطنية الإسبانية».